# Ken Ograjenšek
Ken Ograjenšek (* 30. August 1991 in Celje) ist ein slowenischer Eishockeyspieler, der seit 2024 beim EHC Linz aus der Österreichischen Eishockey-Liga unter Vertrag steht.

## Karriere
Ken Ograjenšek begann seine Karriere als Eishockeyspieler beim HK Celje in seiner Geburtsstadt. Von 2006 bis 2010 spielte er für den HDK Maribor, den ŠD Alfa und schließlich auch für seinen Stammverein aus Celje in der slowenischen U20-Liga, wobei er vom ŠD Alfa auch bereits in der slowenischen Eishockeyliga eingesetzt wurde. Von 2009 bis 2014 spielte er beim slowenischen Top-Klub HDD Olimpija Ljubljana. Mit Olimpija Ljubljana spielte er neben vereinzelten Einsätzen in der slowenischen Eishockeyliga, die er vor allem in den Playoffs absolvierte, auch in der Slohokej Liga (bis 2012) und in der Österreichischen Eishockeyliga (seit 2011). Im Lauf seiner Karriere konnte er mit dem Verein drei slowenische Meistertitel feiern (in den Spielzeiten 2011/12, 2012/13 und 2013/14). In der Spielzeit 2010/11 war er nicht nur bester Vorbereiter und Topscorer der Slohokej Liga, sondern wurde auch zu deren bestem Stürmer und wertvollstem Spieler gewählt. Von 2014 bis 2016 spielte er für den Image Club d’Épinal in der französischen Ligue Magnus und wurde mit seinem Klub 2015 französischer Vizemeister. Von 2016 bis 2024 stand er bei den Graz 99ers erneut in der Österreichischen Eishockey-Liga unter Vertrag und wechselte dann zum Ligarivalen EHC Linz.

### International
Für Slowenien nahm Ograjenšek im Juniorenbereich an den U18-Weltmeisterschaften 2008 in der Division I und 2009, als er bester Torvorbereiter und Topscorer des Turniers war, in der Division II sowie den U20-Weltmeisterschaften 2010 und 2011 in der Division II teil. Zudem spielte er mit der Slowenischen Studentenauswahl bei der Winter-Universiade 2011 im türkischen Erzurum.
Im Seniorenbereich stand er erstmals bei der Weltmeisterschaft 2015 in der Top-Division im Aufgebot seines Landes. Nachdem er mit seiner Mannschaft dort die Klasse nicht halten konnte, spielte er 2016 in der Division I und trug als Topscorer des Turniers (gemeinsam mit seinem Landsmann Jan Urbas) maßgeblich zum sofortigen Wiederaufstieg der Slowenen bei. Aber auch bei der Weltmeisterschaft 2017 gelang Ograjenšek mit den Slowenen der Klassenerhalt in der Top-Division nicht. Daher spielte er bei den Weltmeisterschaften 2018, 2019 und 2022 wieder in der Division I, bevor er 2023 wieder in der Top-Division antreten konnte. Zudem vertrat er seine Farben bei der Olympiaqualifikation für die Winterspiele 2018 sowie bei den Winterspielen in Pyeongchang selbst. Auch an den Qualifikationsturnieren für die Winterspiele in Peking 2022 nahm er teil. Beim Beat Covid-19 Ice Hockey Tournament, das im Mai 2021 in Ljubljana ausgetragen wurde und das die Slowenen gewinnen konnten, war er ebenfalls dabei.

### Inlinehockey
Auch im Inlinehockey ist Ograjenšek international aktiv. So stand er bei der Inlinehockey-Weltmeisterschaft 2013 im Kader der slowenischen Nationalmannschaft.

## Erfolge und Auszeichnungen
- 2009 Topscorer und bester Vorbereiter bei der U18-Weltmeisterschaft der Division II, Gruppe A
- 2011 Wertvollster Spieler, bester Stürmer, bester Vorbereiter und Topscorer der Slohokej Liga
- 2012 Slowenischer Meister mit HDD Olimpija Ljubljana
- 2013 Slowenischer Meister mit HDD Olimpija Ljubljana
- 2014 Slowenischer Meister mit HDD Olimpija Ljubljana
- 2016 Aufstieg in die Top-Division bei der Weltmeisterschaft der Division I, Gruppe A
- 2016 Topscorer bei der Weltmeisterschaft der Division I, Gruppe A
- 2022 Aufstieg in die Top-Division bei der Weltmeisterschaft der Division I, Gruppe A

## Karrierestatistik
(Legende zur Spielerstatistik: Sp oder GP = absolvierte Spiele; T oder G = erzielte Tore; V oder A = erzielte Assists; Pkt oder Pts = erzielte Scorerpunkte; SM oder PIM = erhaltene Strafminuten; +/− = Plus/Minus-Bilanz; PP = erzielte Überzahltore; SH = erzielte Unterzahltore; GW = erzielte Siegtore; 1 Play-downs/Relegation; Kursiv: Statistik nicht vollständig)

### International
(Legende zur Spielerstatistik: Sp oder GP = absolvierte Spiele; T oder G = erzielte Tore; V oder A = erzielte Assists; Pkt oder Pts = erzielte Scorerpunkte; SM oder PIM = erhaltene Strafminuten; +/− = Plus/Minus-Bilanz; PP = erzielte Überzahltore; SH = erzielte Unterzahltore; GW = erzielte Siegtore; 1 Play-downs/Relegation; Kursiv: Statistik nicht vollständig)